# Rostbíf

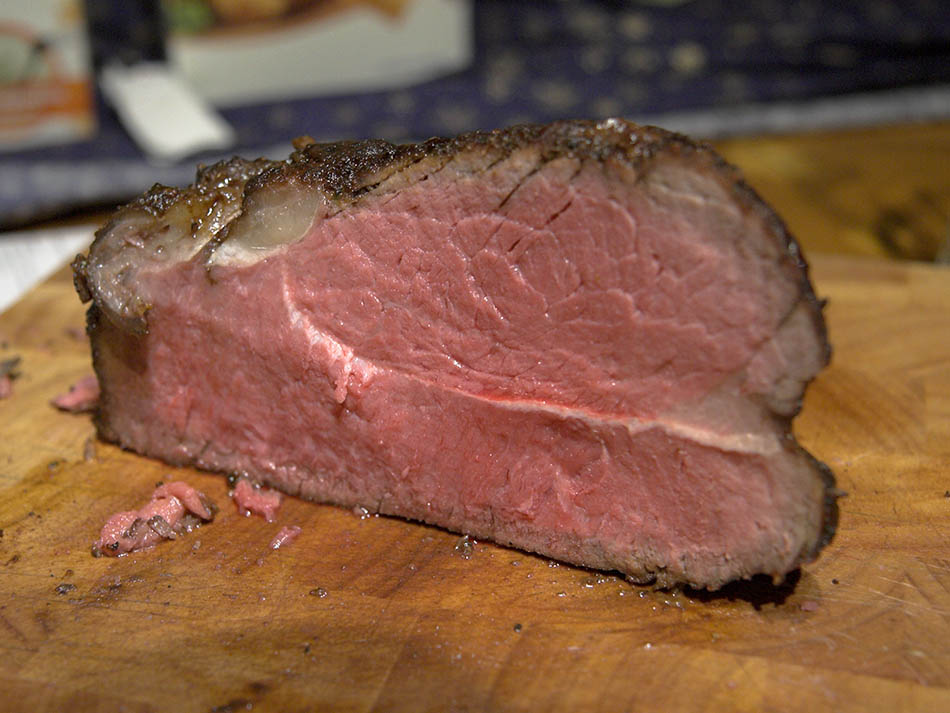
Rozkrojený rostbíf

Rostbíf (také roastbeef nebo roasted beef, doslova „pečené hovězí“) je způsob úpravy hovězího masa, který je charakteristický pro anglickou kuchyni. Používá se k ní nízký roštěnec, který se před přípravou marinuje v oleji a koření a pak se peče vcelku v předehřáté troubě, přičemž váček masa se obvazuje nití, aby si udržel tvar. Hotový se krájí na tenké příčné plátky, zpravidla se vyžaduje příprava „medium“, s dokřupava propečenou kůrkou a růžovým polosyrovým středem. Teplý rostbíf je v anglosaských zemích obvyklou součástí svátečního oběda, zpravidla s bramborami a yorkshirským pudinkem. Může se podávat také za studena, jako součást sendvičů a obložených mís. Dochucuje se dijonskou hořčicí, křenem a různou zeleninou.

## Rostbíf v kultuře
Henry Fielding oslavil toto národní jídlo v textu k písni „The Roast Beef of Old England“, kterou složil Richard Leveridge. Ve Francii je výraz les rosbifs používán jako ironické označení pro Angličany.